# Расес Ландинг (Пенсилванија)
Расес Ландинг (енгл. Rices Landing) град је у америчкој савезној држави Пенсилванија.

## Демографија
По попису из 2010. године број становника је 463, што је 20 (4,5%) становника више него 2000. године.
| Група             | 2000.       | 2010.       |
| Белци             | 436 (98,4%) | 450 (97,2%) |
| Афроамериканци    | 3 (0,7%)    | 6 (1,3%)    |
| Азијати           | 0 (0,0%)    | 0 (0,0%)    |
| Хиспаноамериканци | 0 (0,0%)    | 4 (0,9%)    |
| Укупно            | 443         | 463         |